# قوة الرقيق

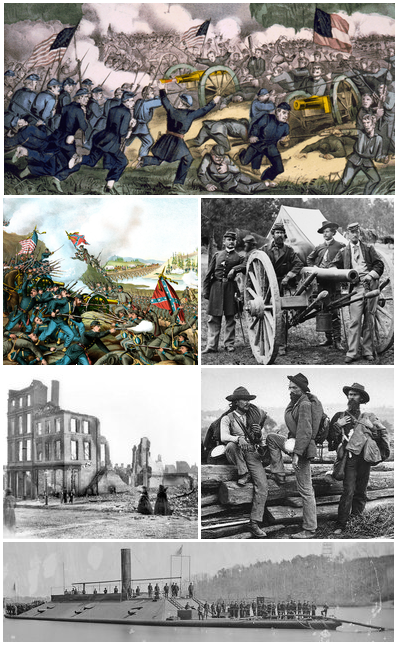
الحرب الأهلية الأمريكية.

قوة الرقيق (بالإنجليزية: Slave Power)‏ هو الاسم الذي أطلق على القوة السياسية في الحكومة الفدرالية الأمريكية والتي تشكلت من أصحاب العبيد خلال أربعينات وخمسينات القرن التاسع عشر قبل الحرب الأهلية. اشتكى الناشطون المناهضون للعبودية خلال هذه الفترة مما اعتبروه نفوذا مارسه أثرياء الجنوب والذي اتسم بالفساد وعدم التكافؤ. وكانت حجتهم أن هذه المجموعة الصغيرة من أصحاب العبيد الأغنياء سيطرت على المشهد السياسي في ولاياتهم وتحاول الاستحواذ على الحكومة الاتحادية بطريقة غير مشروعة لتوسيع نظام الرق وحمايته. واستخدم الحزب الجمهوري هذه الحجة بعد تشكيله في عام 1854-55 لمعارضة توسع الرق.
المسألة الرئيسية التي عبّر عنها هذا المصطلح هي انعدام الثقة في السلطة السياسية ضمن طبقة مالكي الرقيق. ولم تكن هذه الريبة حكرا على دعاة إلغاء العبودية؛ إذ خشي البعض من تهديد التوازن السياسي أو استحالة التنافس مع عمل الرقيق دون أجر أكثر من قلقهم بشأن معاملة العبيد. وهناك من اختلف في العديد من القضايا الأخرى (مثل كراهية السود أو حبهم، أو النظر للرق كخطيئة أو الوعد بحماية الرق في أعماق الجنوب) واتحدوا لمهاجمة الرق. وشدد حزب الأرض الحرة على أن أصحاب العبيد الأغنياء سينتقلون إلى أراضي جديدة، ويستخدمون ثروتهم لشراء جميع الأراضي الصالحة للزراعة، ثم يستخدمون عبيدهم للعمل في الأراضي، ولن يترك هذا فرصا كثيرة للمزارعين الأحرار. وبحلول عام 1854، انضم أغلب أعضاء حزب الأرض الحرة إلى الحزب الجمهوري الجديد.
وقد شاع هذا المصطلح من قبل المؤلفين المناهضين للعبودية مثل جون غورهام بالفري، ويوشيا كوينسي الثالث، وهوراس بوشنيل، وجيمس شيبيرد بايك، هوراس غريلي. ومن بين السياسيين الذين شددوا على الموضوع جون كوينسي آدامز وهنري ويلسون ووليام بي فيسيندين. استخدم النائب (ولاحقا الرئيس) أبراهام لينكون هذا المفهوم بعد عام 1854 ولكنه لم يستخدم ذاك المصطلح بالتحديد. وأظهر جميع هؤلاء من خلال مجموعة من الحجج العاطفية والبيانات الإحصائية الواقعية أن الجنوب قد يمتلك قدرا كبيرا من السلطات في الولايات المتحدة. ويؤكد المؤرخ ألن نيفينز أن «جميع المجموعات تقريبا ... استبدلت العاطفة بالمنطق تدريجيا... الخوف يغذي الكراهية، والكراهية تغذي الخوف».
رفض الجنوبيون هذه الفكرة في ذلك الوقت، كما رفض عديد المؤرخين في عشرينات وثلاثينات القرن العشرين هذه الفكرة أيضا، حيث شددوا على الانقسامات الداخلية في الجنوب قبل عام 1850. ثم عادت هذه الفكرة جزئيا على يد المؤرخين الجدد منذ عام 1970، وليس هناك شك أنها كانت عاملا قويا في نظام المعتقدات الشمالية لمكافحة الرق. وكانت حجة ثابتة لجميع فصائل الحزب الجمهوري.